# Tiburcio Fernández Ruiz
Tiburcio Fernández Ruiz (Finca La Experiencia, Chiapas; 27 de abril de 1887-Ciudad de México, 8 de diciembre de 1950) fue un militar y político mexicano, recordado por encabezar uno de los bandos de la Revolución mexicana en Chiapas.

## Biografía
Nació el 27 de abril de 1887 en la finca La Experiencia, Chiapas, ubicada en  la parte norte de la depresión central de Chiapas. Realizó sus estudios básicos en Villacorzo, Ocozocoautla y Chiapa de Corzo. Posteriormente la educación media en San Cristóbal.
En 1911 participa en el movimiento entre tuxtlecos y finqueros de la zona alta, estos últimos buscaban el regreso de los poderes a San Cristóbal; en este movimiento Tiburcio integra el Batallón de Voluntarios Hijos de Tuxtla.
Posteriormente se traslada a la Ciudad de México para estudiar Derecho en la Escuela Nacional de Jurisprudencia, lo que suspendió a mediados 1913 para regresar a Chiapas y participar en las tropas del gobernador Bernardo Z. Palafox que buscaban rebeldes en las montañas. 
Pronto Tiburcio deserta de la tropa de rurales a finales de mayo de 1914 y decide viajar al norte del país para incorporarse a las fuerzas de Pancho Villa, supeditadas a Venustiano Carranza. El 23 de junio de 1914 Fernández participa en la toma de Zacatecas. Sus habilidades para las armas y la caballería son reconocidas.
El 15 de noviembre tiene la oportunidad de entablar una conversación con el general Francisco Villa quien le da el despacho para regresar a Chiapas e iniciar la Revolución. 
Tiburcio Fernández firma el Acta de Canguí el 2 de diciembre de 1914, en la finca Verapaz de la Ribera de Canguí, acompañado de los hermanos Ruiz (Francisco, Fausto, Bernabé, Sóstenes, Venturino, Antonio, Arturo y Gregorio) le brindan su apoyo, además de otra parientada como Virgilio Orantes, Salvador Méndez, Miguel Gudelio Ruiz y Jesús López. Todos acuerdan, como dice el acta que redactan, “levantarse en armas en defensa de la sociedad”, debido a “los actos vandálicos de que viene siendo víctima la familia chiapaneca por parte del odioso grupo armado que ha invadido el suelo chiapaneco enviado por el gobierno carrancista”.
La lucha de Tiburcio Fernández dura seis años, de 1915 a 1920. Él encabeza la División Chiapas Libre, que en sus inicios eran identificados como villistas porque luchaban contra las tropas carrancistas. Posteriormente este movimiento tomó características particulares y fueron identificados como "mapaches" o "mapachis", aludiendo a las particularidades de este inteligente animal que vive en los bosques, que sabe cazar y se alimenta de maíz, como algunas veces lo hicieran.
Tiburcio Fernández secunda en 1920 el Plan de Agua Prieta de Álvaro Obregón y participa como candidato a la gubernatura que gana en diciembre de 1920. La Secretaría de la Defensa Nacional le reconoce el grado de general de división con antigüedad de 1 de agosto de 1923.
Fue senador por Chiapas de 1924 a 1932 y posteriormente radicó en Chiapas, encargado de la producción de sus propiedades. Padeció una enfermedad de los riñones. Fue intervenido quirúrgicamente en el Hospital Militar de la Ciudad de México y falleció en su convalecencia, el 8 de diciembre de 1950.